# Boxford (Suffolk)
Boxford ist ein Dorf und civil parish im District Babergh in der Grafschaft Suffolk, England. Im Jahr 2022 hatte es eine Bevölkerung von 1403.
Der River Box fließt durch Boxford.